# Притча о сеятеле

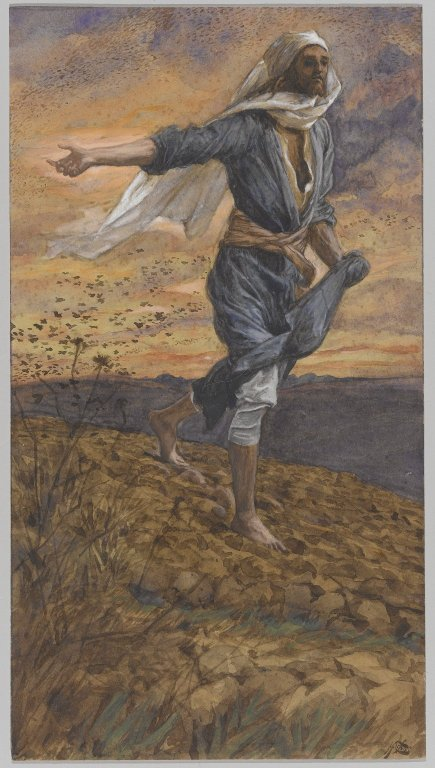
Сеятель, работа Джеймса Тиссо

Притча о сеятеле — одна из притч Иисуса Христа, содержащаяся у трех евангелистов: Мф. 13:3-23; Мк. 4:3-20; Лк. 8:5-15.
В ней рассказывается о семенах, брошенных в различные условия для всходов. Одни из семян погибли, а иные дали плод:

Выйдя же в день тот из дома, Иисус сел у моря. И собралось к Нему множество народа, так что Он вошел в лодку и сел; а весь народ стоял на берегу. И поучал их много притчами, говоря: вот, вышел сеятель сеять; и когда он сеял, иное упало при дороге, и налетели птицы и поклевали то; иное упало на места каменистые, где немного было земли, и скоро взошло, потому что земля была неглубока. Когда же взошло солнце, увяло, и, как не имело корня, засохло; иное упало в терние, и выросло терние и заглушило его; иное упало на добрую землю и принесло плод: одно во сто крат, а другое в шестьдесят, иное же в тридцать. 
— Мф. 13:1-8

## Богословское толкование
Для древних евреев семя символизировало прежде всего народ Израильский, который должен был преобразить весь мир и все народы земли. Однако Христос подчёркивает, что далеко не всё семя даст плоды. Более того, истинное значение этой притчи Он открыл только позже, и только ближайшим своим апостолам:

...ко всякому, слушающему слово о Царствии и не разумеющему, приходит лукавый и похищает посеянное в сердце его — вот кого означает посеянное при дороге. А посеянное на каменистых местах означает того, кто слышит слово и тотчас с радостью принимает его; но не имеет в себе корня и непостоянен: когда настанет скорбь или гонение за слово, тотчас соблазняется. А посеянное в тернии означает того, кто слышит слово, но забота века сего и обольщение богатства заглушает слово, и оно бывает бесплодно. Посеянное же на доброй земле означает слышащего слово и разумеющего, который и бывает плодоносен, так что иной приносит плод во сто крат, иной в шестьдесят, а иной в тридцать. 
— Мф. 13:19-23
Мессия здесь предстаёт не в роли блистательного революционера, а в образе усердного труженика — Сеятеля, Который очень редко получает благодарность (напоминание о предстоящих крестных страданиях Спасителя — главной Его миссии на земле). Таким образом, притча о сеятеле излагает основы духовной жизни и душевной агрономии человека, важность деятельной и ревностной веры для своего спасения, сравнимой с ежедневными заботами пахаря, который радеет о качестве почвы, вспахивает, удобряет и орошает её, очищает от плевел и каменьев, охраняет семена от птиц…
Святитель Василий Кинешемский в «Беседах на Евангелие от Марка» пишет:

К евангельскому объяснению можно ещё прибавить, что Сеятель — это сам Господь, семя — Слово Божие, поле — все человечество, весь мир, воспринимающий в свои недра чудодейственное семя евангельского слова. Подобно семени, евангельское слово носит в себе начало жизни, жизни истинной, духовной…

Далее он приводит примеры духовных и психологических типов людей, подобные почвам, не давшим плодов от брошенных в них семян:
- Придорожную землю святитель уподобляет натурам грубым, животного склада: вкусно есть, сладко пить, много спать, хорошо одеваться, а выше этого ничего не знающим. К той же категории он относит людей, сущность психики которых — искание одних лишь развлечений и праздное любопытство. Для них безразлично, смотреть религиозную процессию или английский бокс. Наконец, люди «проезжей дороги» это натуры рассеянные, в которых нет ничего основного, постоянного, центрального, «рабы минутного каприза». У всех у них общее то, что семя слова Божия в их душу совершенно не проникает.
- Каменистое место, где немного было земли — люди, имеющие стремление к добру, и слово Божие находит в них живой и быстрый отклик, но оно не захватывает их настолько сильно, чтобы ради осуществления его в жизни они нашли в себе достаточно силы и решимости трудиться над собою, бороться с препятствиями и побеждать враждебные течения.
- Терние — люди, которые, желая жить по законам Божьим, в то же время не хотят отказаться и от мирской суеты, поглощающей их без остатка.

Святитель Феофилакт Болгарский:

Три разряда людей, кои не спасаются по этой притче. К первому относятся те, кои подобны семени, упавшему при пути, то есть совершенно не приняли учения, ибо как дорога утоптанная и избитая не принимает семени, потому что она жестка, так и жестокосердые совершенно не принимают учения, потому что хотя они и слушают, но без внимания. К другому относятся те, кои подобны семени, упавшему на камень, то есть те, кои хотя и приняли учение, но потом, по немощи человеческой, оказались бессильными перед искушениями. Третий же разряд — это те, кои знают учение и, однако ж, подавляются заботами житейскими. Итак, три части погибающих, а одна — спасающихся.

Размышляя о людях, давших плоды, он же пишет:

Три же разряда и тех, которые приняли и сохранили семя: одни приносят плод во сто — это люди совершенной и высокой жизни; другие — в шестьдесят, это средние; иные — в тридцать, которые хотя немного, но все же приносят по силе своей. Так, одни суть девственники и пустынники, другие живут вместе в общежитии, иные в мире и в браке. Но Господь принимает всех их, как приносящих плод. И благодарение Его человеколюбию!